# Bývalé obce v Paříži
Bývalé obce v Paříži jsou kdysi samostatné obce, které se zcela nebo částečně nacházely na území dnešní Paříže a v 19. století se staly neoddělitelnou součástí hlavního města. Jejich jména se mnohdy stala názvy pařížských obvodů a čtvrtí.

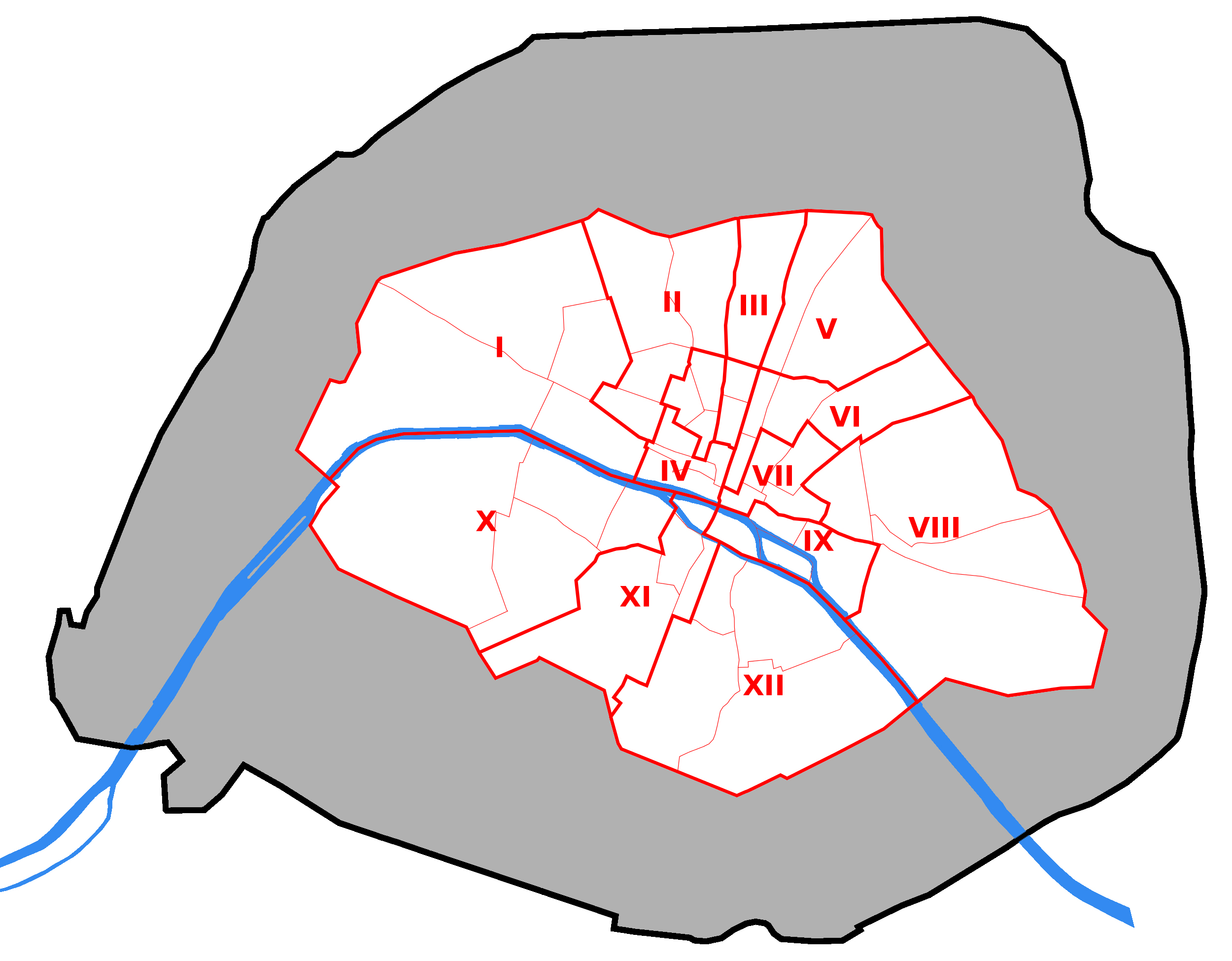
Rozšíření Paříže roku 1860 (šedé území)

Podle zákona ze 16. června 1859 byly hranice Paříže od 1. 1. 1860 posunuty od starších městských hradeb Fermiers généraux až k novým Thiersovým hradbám. Území Paříže se tak rozšířilo ze 4365 ha o dalších 3438 ha na 7802 ha (respektive ze 3228 ha na 7088 ha pokud se nezapočítává plocha řeky Seiny).

## Kompletně připojené obce
Toto rozšíření se dotklo celkem 24 obcí. Čtyři obce byly zahrnuty kompletně a jejich jména převzaly nově vytvořené administrativní městské celky:
- La Villette – Quartier de la Villette
- Belleville – Quartier de Belleville
- Vaugirard – 15. obvod Vaugirard
- Grenelle – Quartier de Grenelle

## Částečně připojené obce

### Obce zaniklé
Území sedmi obcí, které se nacházely na obou stranách Thiersových městských hradeb bylo rozděleno mezi Paříž (uvnitř hradeb) a sousedící města (vně hradeb):
- Passy mezi 16. obvod a město Boulogne
- Auteuil mezi 16. obvod a město Boulogne
- Batignolles-Monceaux mezi 17. obvod a město Clichy
- Montmartre mezi 18. obvod a město Saint-Ouen
- La Chapelle mezi 18. obvod a města Saint-Ouen, Saint-Denis a Aubervilliers
- Charonne mezi 20. obvod a města Montreuil a Bagnolet
- Bercy mezi 12. obvod a město Charenton-le-Pont

### Obce existující
U zbývajících 13 obcí, které se rovněž nacházely na pomezí pařížských hradeb, bylo území uvnitř hradeb odpojeno a zbývající části zůstaly jako samostatné obce tvořící pařížská předměstí. Jedná se o tato města:
- Neuilly-sur-Seine
- Clichy
- Saint-Ouen
- Aubervilliers
- Pantin
- Le Pré-Saint-Gervais
- Saint-Mandé
- Bagnolet
- Ivry-sur-Seine
- Gentilly
- Montrouge
- Vanves
- Issy-les-Moulineaux